# Limenitis lorzae
Limenitis lorzae är en fjärilsart som beskrevs av Jean Baptiste Boisduval 1870. Limenitis lorzae ingår i släktet Limenitis och familjen praktfjärilar. Inga underarter finns listade i Catalogue of Life.